# Alexei Grigorievici Orlov

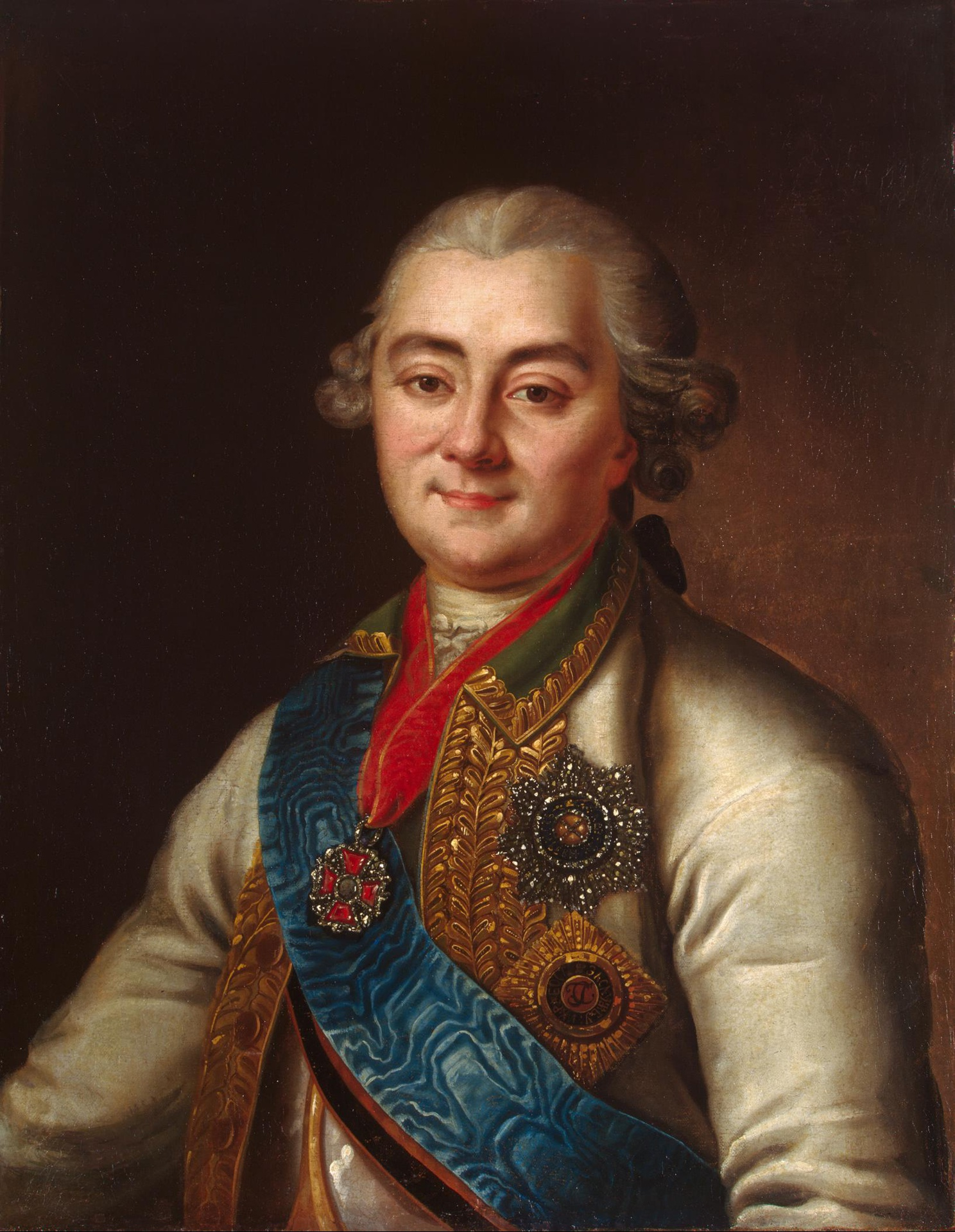
Alexei Grigorievici Orlov

Alexei Grigorievici Orlov (1737-1808), prinț rus  a fost fratele lui Grigori Grigorievici Orlov, care a fost de asemenea un ofițer rus și unul din amanții țarinei Ecaterina cea Mare. Alexei avea o constituție de uriaș, dispunând și de o forță considerabilă. Împreună cu fratele său Grigori a contribuit în anul 1762 la urcarea țarinei Ecatarina pe tronul rus. El l-a strangulat personal pe Petru al III-lea fostul soț al țarinei și care era socotit incompetent pentru a sta pe tronul rus. Alexei este numit în anul 1764 general-locotonent de Ecatarina, iar în anul 1768 devine amiral al flotei ruse. Frații Orlov au un rol important în politica de expansiune a Ecatarinei. Sub comanda lor Rusia a ocupat Crimeea și a câștigat câteva bătălii decisive contra Imperiului Otoman. Rebeliunea greacă a fost pregătită și sprijinită în mod activ de Imperiul Rus. Izbucnirea revoltei a fost coordonată cu expediția maritimă condusă de Alexei Grigorievici Orlov, comandantul flotei imperiale ruse în timpul Războiului Ruso-Turc din 1768–1774. De asemenea el contribuie la arestarea și închiderea într-o închisoare din Petersburg a prințesei Ielisaveta Alexeievna, o pretendentă la tron. Alexei a fost și un crescător de cai, contribuind la formarea rasei Orlov.